# Mbn 오늘
《mbn 오늘》은 평일 아침 8시에 방송되는 매일경제TV MBN의 아침 뉴스 프로그램이다.

## 진행자
- 최중락 기자, 이혜경 아나운서

## 역대 진행자
- 박종진 앵커
- 최중락 기자, 최지인 아나운서

## 경쟁 프로그램
- KBS 아침뉴스타임 (KBS 2TV)
- 문화방송 아침드라마 (MBC TV)
- 생방송 오늘 아침 (MBC TV)
- 모닝와이드 (SBS TV)
- SBS 아침연속극 (SBS TV)
- 좋은 아침 (SBS TV)
- 뉴스오늘 (YTN)